# 5 Seconds of Summer (álbum)
5 Seconds of Summer es el álbum debut de la banda pop rock australiana 5 Seconds of Summer. Su lanzamiento al mercado tuvo lugar el 27 de junio de 2014 en Oceanía y algunos países de Europa bajo el sello discográfico Capitol Records; mientras que para Norteamérica y el resto del mundo fue el 22 de julio. Para dar a conocer el álbum y promover su venta fueron lanzados cuatro sencillos, «She Looks So Perfect», «Don't Stop» , «Amnesia» y «Good Girls». Así mismo «Kiss Me Kiss Me» y «Everything I Didn't Say» también fueron lanzados como sencillos promocionales.

## Contenido musical
Todas las canciones fueron compuestas por la banda a excepción del tema final del álbum, «Amnesia», siendo este último obra de Benji y Joel Madden de Good Charlotte. Cuenta también con la colaboración de artistas como Alex Gaskarth de All Time Low, Roy Stride de Scouting for Girls, Joel Chapman y Christian Lo Russo de Amy Meredith, Steve Robson, Jake Sinclair y John Feldmann. Musicalmente abarca géneros tales como el pop punk y el pop rock. El disco inicia con «She Looks So Perfect», una canción descrita como pop punk, power pop y pop rock.

## Recepción

### Comentarios de la crítica
5 Seconds of Summer obtuvo revisiones generalmente favorables por parte de los críticos musicales. De acuerdo con Metacritic, acumuló un total de 65 puntos sobre 100 sobre la base de los comentarios que recibió. El escritor James Cabooter de Daily Star le dio una calificación de 4 puntos sobre 5 y comentó: «SU alianza con 1D tal vez dio a algunas personas una mala impresión sobre estos australianos, pero su álbum debut prueba que pueden rockear». Caryn Ganz de Rolling Stone dijo: «A pesar de que manejan guitarras y una actitud punk, en realidad 5SOS tiene más One Direction que Green Day en su ADN».
Phil Mongredien de The Observer le puso un puntaje de tres estrellas de cinco y añadió que no nay nada desesperadamente original en las canciones pero están lanzadas con tanto entusiasmo que hacen una vieja fórmula parecer nueva.

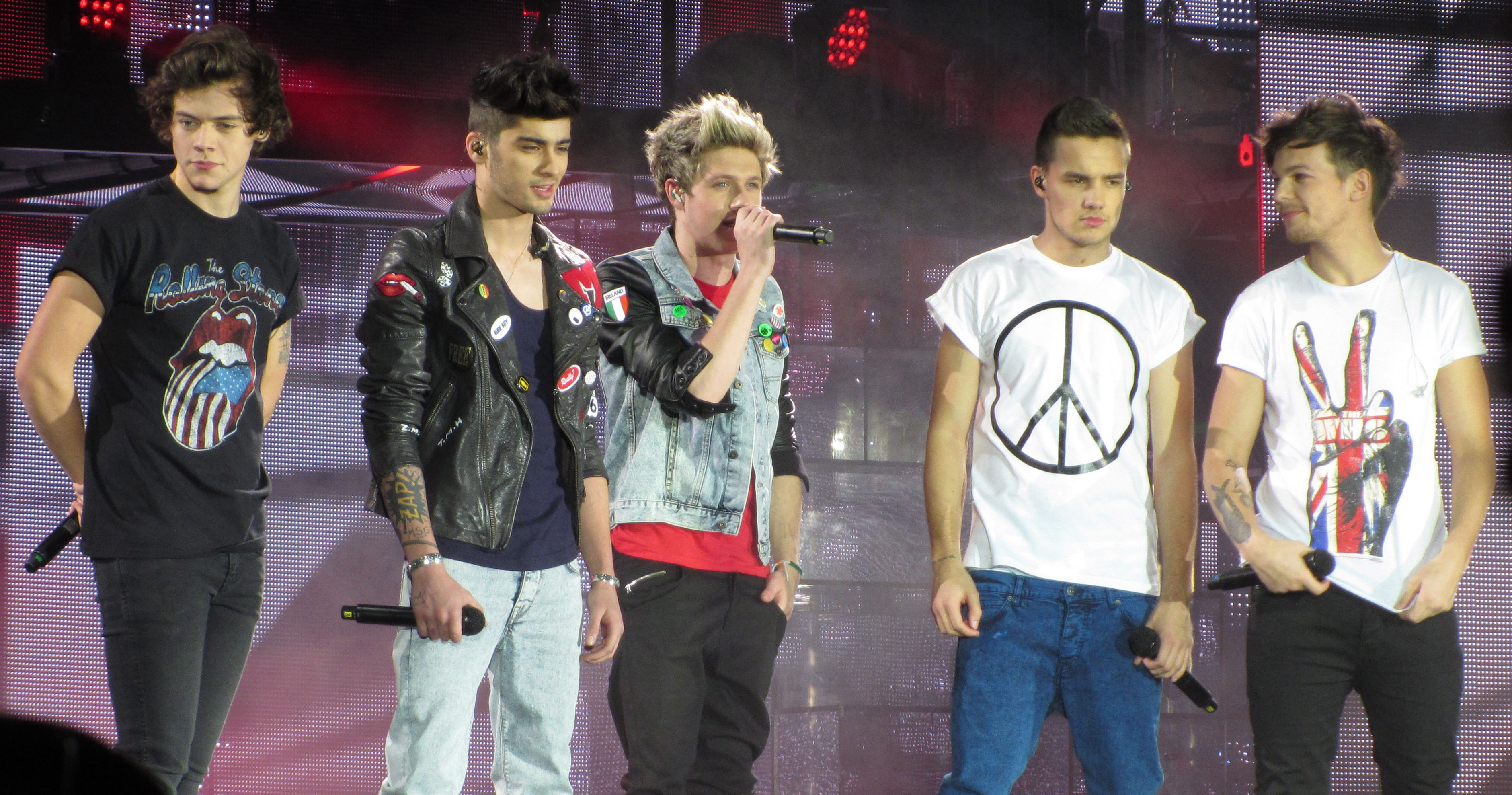
En ciertas críticas, 5 Seconds of Summer recibió comparaciones con la boy band británica One Direction.

Mikael Wood de Los Angeles Times criticó varios de sus detalles, desde la variedad rítmica hasta el contenido lírico. Además, hizo múltiples comparaciones con One Direction, diciendo al inicio de su revisión: «One Direction se adhiere a la establecida ortodoxia de las boy bands: Cuando cantan sobre sexo, lo hacen a través de eufemismo y dobles sentidos apenas cubiertos», añadiendo después: «Para un acercamiento más directo al tema, se debe recurrir a 5 Seconds of Summer». Más concretamente, señaló que:

«A veces las guitarras vienen endulzadas con sintetizadores, como en "Kiss Me Kiss Me"; ocasionalmente la batería parece haber sido alimentada a través de una máquina, como en "Beside You". Pero la música se mueve con una propulsión consistente que minimiza cualquier diferencia que estos sonidos pudieron haber proporcionado [...] En tiempos antiguos, los fanáticos del rock se adulaban por distinguir Nirvana de Bon Jovi; se alinearon conscientemente con el uno o el otro. Sin embargo para 5 Seconds of Summer, esa es una dictonomía tan falsa como una canción sobre bailar que en realidad no es sobre bailar. Si es genial, ellos razonan, ¿cuál es el problema? [...] ¿El éxito más grande de ese grupo? "I Wanna Sex You Up"».

Evan Lucy de Alternative Press expresó: «Nadie discutirá que 5 Seconds Of Summer es un gran arte, pero últimamente trabaja más seguido de lo que no. Y, tal vez lo más importante de todo, se siente auténtico».
Jason Lipshutz de Billboard escribió: «"5 Seconds of Summer" es un delicioso debut de un grupo que no puede ser fácilmente archivado, y vale la pena prestar atención», también añadió:

«5 Seconds of Summer no es One Direction [...] Sin embargo tampoco es Blink-182 o cualquier otro grupo "pop-punk" tradicional [...] En su lugar, 5 Seconds of Summer es un híbrido de las dos ideas musicales, un acto pop-punk donde el "pop" pesa más que el "punk" y los riffs de guitarra son abundantes pero no lo suficiente como para tener preocupados a los padres. La estética de la banda es en realidad bastante ingeniosa, invitando a fanáticos de ambos géneros [...] No es de extrañar que 5 Seconds of Summer es uno de los nuevos artistas más grandes en la música».

### Recibimiento comercial
5 Seconds of Summer contó con una buena recepción comercial alrededor del mundo, ya que logró el primer puesto en trece listas, el dos en tres y el tres en otras dos. Además se posicionó en el top 10 de países como Austria, Finlandia, Francia, Suiza, Alemania, Bélgica (región valona), Polonia y Grecia. El álbum alcanzó el primer puesto del Australian Albums Chart en su primera semana, en diciembre de 2014 la ARIA le otorgó la certificación de platino por vender 70 000 unidades aproximadamente. En Bélgica, alcanzó el número uno y el ocho en la Región Flamenca y la Región Valona respectivamente.

## Promoción

### Sencillos
"She Looks So Perfect" fue lanzado como el primer sencillo del álbum el 21 de febrero de 2014 y llegó al número uno en Australia, Nueva Zelanda, Irlanda y Reino Unido. El sencillo llegó al número 23 en el Billboard Hot 100 y al número 25 en el Canadian Hot 100. Fue certificado doble platino por ARIA por vender 140,000 copias. El sencillo entró en la lista de Billboard Hot 100 el 12 de abril de 2014.
"Don't Stop" fue lanzado como segundo sencillo el 15 de junio de 2014.
"Amnesia" fue lanzado como el tercer sencillo y llegó al número seis y siete en Australia y Nueva Zelanda como también al número 28 en Holanda.
"Good Girls" fue lanzado como el cuarto sencillo del álbum el 6 de octubre de 2014. Hasta ahora ha alcanzado el número 19 en el Reino Unido y el número 34 en Estados Unidos. Fue lanzado cuatro días después, el 10 de octubre, el mismo día en el que se estrenó su video oficial.

#### Sencillos promocionales
"Kiss Me Kiss Me" fue lanzado como el primer sencillo promocional del álbum. Llegó al número 10 en Nueva Zelanda y al número 14 en Australia como también en listas en Canadá, Holanda y Estados Unidos.
"Everything I Didn't Say" fue lanzado como el segundo y último sencillo promocional y llegó al número 11 en Australia, 8 en Nueva Zelanda y número 36 en Holanda.

## Lista de canciones
Créditos adaptados a las notas de la portada de 5 Seconds of Summer.
- Edición regular [31]

| 5 Seconds of Summer |                           |                                                                                       |                                                     |          |  |
| N.º                 | Título                    | Escritor(es)                                                                          | Productor(es)                                       | Duración |  |
| 1.                  | «She Looks So Perfect»    | Ashton Irwin Michael Clifford Dan Lancaster Jake Sinclair                             | Jake Sinclair Eric Valentine                        | 3:22     |  |
| 2.                  | «Don't Stop»              | Luke Hemmings Calum Hood Steve Robson busbee                                          | Steve Robson                                        | 2:49     |  |
| 3.                  | «Good Girls»              | Michael Clifford Ashton Irwin Roy Stride Josh Wilkinson Rick Parkhouse George Tizzard | John Feldmann                                       | 3:27     |  |
| 4.                  | «Kiss Me Kiss Me»         | Luke Hemmings Calum Hood John Feldmann Alex Gaskarth                                  | John Feldmann                                       | 3:23     |  |
| 5.                  | «18»                      | Luke Hemmings Michael Clifford Seton Daunt Richard Stannard Ash Howes Roy Stride      | John Feldmann                                       | 3:09     |  |
| 6.                  | «Everything I Didn't Say» | Ashton Irwin Calum Hood John Feldmann Nicholas "RAS" Furlong                          | John Feldmann                                       | 3:00     |  |
| 7.                  | «Beside You»              | Calum Hood Luke Hemmings Christian Lo Russo Joel Chapman                              | Joel Chapman Louis Schoorl John Feldmann            | 3:40     |  |
| 8.                  | «End Up Here»             | Ashton Irwin Michael Clifford John Feldmann Alex Gaskarth                             | John Feldmann                                       | 3:01     |  |
| 9.                  | «Long Way Home»           | Ashton Irwin Michael Clifford John Feldmann Alex Gaskarth                             | John Feldmann                                       | 3:19     |  |
| 10.                 | «Heartbreak Girl»         | Calum Hood Luke Hemmings Steve Robson Lindy Robbins                                   | Steve Robson                                        | 3:18     |  |
| 11.                 | «English Love Affair»     | Ashton Irwin Michael Clifford Rick Parkhouse George Tizzard Roy Stride Josh Wilkinson | Red Triangle John Feldmann                          | 3:00     |  |
| 12.                 | «Amnesia»                 | Benjamin Madden Joel Madden Louis Biancaniello Michael Biancaniello Sam Watters       | Louis Biancaniello Michael Biancaniello Sam Watters | 3:57     |  |
| 38:05               |                           |                                                                                       |                                                     |          |  |

- Edición de lujo [32]

| 5 Seconds of Summer |                   |                                                                      |               |          |  |
| N.º                 | Título            | Escritor(es)                                                         | Productor(es) | Duración |  |
| 13.                 | «Social Casualty» | Luke Hemmings Michael Clifford John Feldmann Nicholas "RAS" Furlong  | John Feldmann | 3:08     |  |
| 14.                 | «Never Be»        | Luke Hemmings Calum Hood John Feldmann Michael Clifford Ashton Irwin | John Feldmann | 3:08     |  |
| 15.                 | «Voodoo Doll»     | Calum Hood Ashton Irwin Adam Argyle Fiona Bevan                      | John Feldmann | 3:17     |  |
| 47:38               |                   |                                                                      |               |          |  |

| Versión para Australia y Nueva Zelanda |            |                                                   |               |          |  |
| N.º                                    | Título     | Escritor(es)                                      | Productor(es) | Duración |  |
| 11.                                    | «Lost Boy» | Calum Hood Luke Hemmings Jarrad Rogers Roy Stride | John Feldmann | 3:25     |  |

| Versión norteamericana |                     |                                                     |               |          |  |
| N.º                    | Título              | Escritor(es)                                        | Productor(es) | Duración |  |
| 11.                    | «Mrs. All American» | Calum Hood Michael Clifford Steve Robson Ross Golan | Steve Robson  | 2:39     |  |

| Edición de lujo australiana (bonus tracks) |                       |                                                                                       |                            |          |  |
| N.º                                        | Título                | Escritor(es)                                                                          | Productor(es)              | Duración |  |
| 13.                                        | «English Love Affair» | Ashton Irwin Michael Clifford Rick Parkhouse George Tizzard Roy Stride Josh Wilkinson | Red Triangle John Feldmann | 3:00     |  |
| 14.                                        | «Social Casualty»     | Luke Hemmings Michael Clifford John Feldmann Nicholas "RAS" Furlong                   | John Feldmann              | 3:08     |  |
| 15.                                        | «Never Be»            | Luke Hemmings Calum Hood John Feldmann Michael Clifford Ashton Irwin                  | John Feldmann              | 3:08     |  |
| 16.                                        | «Voodoo Doll»         | Calum Hood Ashton Irwin Adam Argyle Fiona Bevan                                       | John Feldmann              | 3:17     |  |

| iTunes edición de lujo (bonus track) |              |                                                         |               |          |  |
| N.º                                  | Título       | Escritor(es)                                            | Productor(es) | Duración |  |
| 16.                                  | «Greenlight» | Ashton Irwin Michael Clifford Steve Robson James Bourne | John Feldmann | 2:45     |  |

| iTunes edición de lujo (bonus videos) |                                            |          |  |
| N.º                                   | Título                                     | Duración |  |
| 17.                                   | «"She Looks So Perfect (Undercover 5SOS)"» | 3:26     |  |
| 18.                                   | «"Behind the Scenes: Inside 5SOS"»         | 3:54     |  |

| Google Play edición de lujo (bonus track) |                                           |                                                           |                              |          |  |
| N.º                                       | Título                                    | Escritor(es)                                              | Productor(es)                | Duración |  |
| 1.                                        | «She Looks So Perfect (Versión acústica)» | Ashton Irwin Michael Clifford Dan Lancaster Jake Sinclair | Jake Sinclair Eric Valentine | 3:22     |  |

| Versión japonesa (bonus tracks) |                               |                                                                                |                         |          |  |
| N.º                             | Título                        | Escritor(es)                                                                   | Productor(es)           | Duración |  |
| 13.                             | «Heartache On the Big Screen» | Ashton Irwin Michael Clifford Luke Hemmings Calum Hood Dan Lancaster Mike Duce | Dan Lancaster Mike Duce | 3:24     |  |
| 14.                             | «The Only Reason»             | Michael Clifford Steve Robson busbee                                           | Steve Robson            | 3:22     |  |
| 15.                             | «What I Like About You»       | Walter Palamarchuk Michael Skill James Marinos                                 | John Feldmann           | 2:33     |  |
| 16.                             | «Rejects»                     | Luke Hemmings Michael Clifford John Feldmann Calum Hood Ashton Irwin           | John Feldmann           | 2:49     |  |
| 17.                             | «Try Hard»                    | Tom Fletcher                                                                   | John Feldmann           | 3:41     |  |
| 18.                             | «Social Casualty»             | Luke Hemmings Michael Clifford John Feldmann Nicholas "RAS" Furlong            | John Feldmann           | 3:08     |  |
| 19.                             | «Never Be»                    | Luke Hemmings Calum Hood John Feldmann Michael Clifford Ashton Irwin           | John Feldmann           | 3:08     |  |
| 20.                             | «Voodoo Doll»                 | Calum Hood Ashton Irwin Adam Argyle Fiona Bevan                                | John Feldmann           | 3:17     |  |

| Versión japonesa (bonus DVD) |                                            |              |          |  |
| N.º                          | Título                                     | Director(es) | Duración |  |
| 1.                           | «She Looks So Perfect (vídeo musical)»     | Frank Borin  | 3:39     |  |
| 2.                           | «She Looks So Perfect (Detrás de escenas)» | Frank Borin  |          |  |
| 3.                           | «Don't Stop (vídeo musical)»               | Isaac Rentz  | 3:38     |  |

| Target exclusive (bonus track) |                       |                                                                                       |               |          |  |
| N.º                            | Título                | Escritor(es)                                                                          | Productor(es) | Duración |  |
| 1.                             | «Tomorrow Never Dies» | Ashton Irwin Calum Hood John Feldmann Britt Burton                                    | John Feldmann | 2:52     |  |
| 2.                             | «Independence Day»    | Ashton Irwin Calum Hood John Feldmann Nicholas "RAS" Furlong                          | John Feldmann | 3:36     |  |
| 3.                             | «Close As Strangers»  | Ashton Irwin Michael Clifford Roy Stride Josh Wilkinson Rick Parkhouse George Tizzard | Steve Robson  | 3:18     |  |
| 4.                             | «Out of My Limit»     | Calum Hood Luke Hemmings                                                              | John Feldmann | 3:11     |  |

| JB Hi-Fi EP Exclusivo (bonus track) |                                           |                                                           |               |          |  |
| N.º                                 | Título                                    | Escritor(es)                                              | Productor(es) | Duración |  |
| 1.                                  | «She Looks So Perfect (Ash Demo Vocal)»   | Ashton Irwin Michael Clifford Dan Lancaster Jake Sinclair | Jake Sinclair | 3:23     |  |
| 2.                                  | «She Looks So Perfect (Mikey Demo Vocal)» | Ashton Irwin Michael Clifford Dan Lancaster Jake Sinclair | Jake Sinclair | 3:24     |  |
| 3.                                  | «What I Like About You»                   | Walter Palamarchuk Michael Skill James Marinos            | John Feldmann | 2:33     |  |
| 4.                                  | «Don't Stop (Calum Demo Vocal)»           | Luke Hemmings Calum Hood Steve Robson busbee              | Steve Robson  | 2:45     |  |
| 5.                                  | «Wrapped Around Your Finger»              | Luke Hemmings Michael Clifford John Feldmann              | John Feldmann | 3:40     |  |
| 6.                                  | «Pizza»                                   | Michael Clifford John Feldmann                            | John Feldmann | 0:42     |  |

## Ventas y certificaciones
| Territorio    | Organismo certificador | Certificación | Ventas certificadas | Simbolización | Ref.    |         |         |         |
| América       | América                | América       | América             | América       | América | América | América | América |
| ------------- | ---------------------- | ------------- | ------------------- | ------------- | ------- | ------- | ------- | ------- |
| Brasil        | ABPD                   | Platino       | 40 000              | ▲             | [ 41 ]  |         |         |         |
| Canadá        | MC                     | Platino       | 80 000              | ▲             | [ 42 ]  |         |         |         |
| Colombia      | ASINCOL                | Oro           | 10 000              | ●             | [ 43 ]  |         |         |         |
| Perú          | IFPI                   | Oro           | 3 000               | ●             | [ 43 ]  |         |         |         |
| Europa        |                        |               |                     |               |         |         |         |         |
| Austria       | IFPI                   | Oro           | 7 500               | ●             | [ 44 ]  |         |         |         |
| España        | PROMUSICAE             | Oro           | 20 000              | ●             | [ 45 ]  |         |         |         |
| Italia        | FIMI                   | Oro           | 25 000              | ●             | [ 46 ]  |         |         |         |
| Polonia       | ZPAV                   | Oro           | 10 000              | ●             | [ 47 ]  |         |         |         |
| Reino Unido   | BPI                    | Oro           | 100 000             | ●             | [ 48 ]  |         |         |         |
| Oceanía       |                        |               |                     |               |         |         |         |         |
| Australia     | ARIA                   | Platino       | 70 000              | ▲             | [ 20 ]  |         |         |         |
| Nueva Zelanda | RIANZ                  | Oro           | 7 500               | ●             | [ 49 ]  |         |         |         |

## Posicionamiento en listas

### Semanales
| País              | Lista (2014)             | Mejor posición |         |         |         |         |         |         |
| América           | América                  | América        | América | América | América | América | América | América |
| ----------------- | ------------------------ | -------------- | ------- | ------- | ------- | ------- | ------- | ------- |
| Argentina         | Argentina Albums Chart   | 3              |         |         |         |         |         |         |
| Canadá            | Canadian Albums          | 1              |         |         |         |         |         |         |
| Estados Unidos    | Billboard 200            | 1              |         |         |         |         |         |         |
| Estados Unidos    | Digital Albums           | 1              |         |         |         |         |         |         |
| México            | Mexican Albums Chart     | 3              |         |         |         |         |         |         |
| Asia              |                          |                |         |         |         |         |         |         |
| Corea             | Korean Albums            | 47             |         |         |         |         |         |         |
| Japón             | Japanese Albums          | 19             |         |         |         |         |         |         |
| Europa            |                          |                |         |         |         |         |         |         |
| Alemania          | German Albums            | 6              |         |         |         |         |         |         |
| Austria           | Austrian Albums Chart    | 4              |         |         |         |         |         |         |
| Bélgica (Flandes) | Ultratop 200 Albums      | 1              |         |         |         |         |         |         |
| Bélgica (Valonia) | Ultratop 200 Albums      | 8              |         |         |         |         |         |         |
| Croacia           | Croatian Albums Chart    | 2              |         |         |         |         |         |         |
| Dinamarca         | Danish Albums Chart      | 1              |         |         |         |         |         |         |
| España            | Spanish Albums Chart     | 1              |         |         |         |         |         |         |
| Finlandia         | Finnish Albums Chart     | 4              |         |         |         |         |         |         |
| Francia           | French Albums Chart      | 4              |         |         |         |         |         |         |
| Grecia            | IFPI Albums Sales Chart  | 10             |         |         |         |         |         |         |
| Hungría           | Hungarian Albums Chart   | 19             |         |         |         |         |         |         |
| Irlanda           | Irish Albums Chart       | 1              |         |         |         |         |         |         |
| Italia            | Italian Albums Chart     | 1              |         |         |         |         |         |         |
| Noruega           | Norwegian Albums Chart   | 1              |         |         |         |         |         |         |
| Países Bajos      | Dutch Albums Top 100     | 1              |         |         |         |         |         |         |
| Polonia           | Polish Albums Chart      | 7              |         |         |         |         |         |         |
| Portugal          | Portuguese Albums Chart  | 1              |         |         |         |         |         |         |
| Reino Unido       | UK Albums Chart          | 2              |         |         |         |         |         |         |
| República Checa   | Czech Albums Chart       | 1              |         |         |         |         |         |         |
| Suecia            | Swedish Albums Chart     | 2              |         |         |         |         |         |         |
| Suiza             | Swiss Albums Chart       | 5              |         |         |         |         |         |         |
| Oceanía           |                          |                |         |         |         |         |         |         |
| Australia         | Australian Albums Chart  | 1              |         |         |         |         |         |         |
| Nueva Zelanda     | New Zealand Albums Chart | 1              |         |         |         |         |         |         |

#### Sucesión en listas
| Predecesor: Domani é un altro film de Dear Jack                  | Italian Albums Chart — Álbum número uno 23 de junio de 2014 — 29 de junio de 2014 30 de junio de 2014 — 6 de julio de 2014 | Sucesor: Domani é un altro film de Dear Jack                           |
| Predecesor: Violetta - A musica é o meu mundo de Varios artistas | Portuguese Albums Chart — Álbum número uno 2 de julio de 2014 — 9 de julio de 2014                                         | Sucesor: Violetta - A musica é o meu mundo de Varios artistas          |
| Predecesor: X de Ed Sheeran                                      | Irish Albums Chart — Álbum número uno 3 de julio de 2014 — 10 de julio de 2014                                             | Sucesor: The Ultimate Hits de Garth Brooks                             |
| Predecesor: Herinneringen - Het beste van de Nick & Simon        | Dutch Albums Top 100 — Álbum número uno 5 de julio de 2014 — 12 de julio de 2014                                           | Sucesor: Herinneringen - Het beste van de Nick & Simon                 |
| Predecesor: Más de lo que piensas de Camela                      | Spanish Albums Chart — Álbum número uno 6 de julio de 2014 — 13 de julio de 2014 13 de julio de 2014 — 20 de julio de 2014 | Sucesor: Tú y yo de David Bisbal                                       |
| Predecesor: X de Ed Sheeran                                      | Norwegian Albums Chart — Álbum número uno 7 de julio de 2014 — 14 de julio de 2014                                         | Sucesor: X de Ed Sheeran                                               |
| Predecesor: X de Ed Sheeran                                      | New Zealand Albums Chart — Álbum número uno 7 de julio de 2014 — 14 de julio de 2014                                       | Sucesor: X de Ed Sheeran                                               |
| Predecesor: X de Ed Sheeran                                      | Danish Albums Chart — Álbum número uno 11 de julio de 2014 — 18 de julio de 2014                                           | Sucesor: L.I.G.A de L.I.G.A                                            |
| Predecesor: Ghost Stories de Coldplay                            | Ultratop 200 Albums — Álbum número uno 12 de julio de 2014 — 19 de julio de 2014                                           | Sucesor: Racine carrée de Stromae                                      |
| Predecesor: X de Ed Sheeran                                      | Australian Albums Chart — Álbum número uno 13 de julio de 2014 — 20 de julio de 2014                                       | Sucesor: 1000 Forms of Fear de Sia                                     |
| Predecesor: The Black Market de Rise Against                     | Canadian Albums — Álbum número uno 9 de agosto de 2014 — 16 de agosto de 2014                                              | Sucesor: Hypnotic Eye de Tom Petty & The Heartbreakers                 |
| Predecesor: Mandatory Fun de Weird Al Yankovic                   | Billboard 200 — Álbum número uno 9 de agosto de 2014 — 16 de agosto de 2014                                                | Sucesor: Hypnotic Eye de Tom Petty & The Heartbreakers                 |
| Predecesor: Mandatory Fun de Weird Al Yankovic                   | Digital Álbumes — Álbum número uno 9 de agosto de 2014 — 16 de agosto de 2014                                              | Sucesor: Guardians of the Galaxy: Awesome Mix Vol.1 de Varios artistas |

### Anuales
| País              | Lista                    | Mejor posición |      |
| 2014              | 2014                     | 2014           | 2014 |
| ----------------- | ------------------------ | -------------- | ---- |
| Australia         | Australian Albums Chart  | 11             |      |
| Bélgica (Flandes) | Ultratop 200 Albums      | 56             |      |
| Bélgica (Valonia) | Ultratop 200 Albums      | 178            |      |
| Canadá            | Canadian Albums Chart    | 36             |      |
| Dinamarca         | Danish Albums Chart      | 48             |      |
| Estados Unidos    | Billboard 200            | 27             |      |
| Estados Unidos    | Digital Albums           | 12             |      |
| Italia            | Italian Albums Chart     | 36             |      |
| México            | Mexican Albums Chart     | 41             |      |
| Nueva Zelanda     | New Zealand Albums Chart | 28             |      |
| Países Bajos      | Dutch Albums Chart       | 59             |      |
| Reino Unido       | UK Albums Chart          | 29             |      |

## Historial de lanzamientos
| País            | Fecha               | Formato                    | Sello   | Ref    |
| --------------- | ------------------- | -------------------------- | ------- | ------ |
| Alemania        | 27 de junio de 2014 | - Disco - Descarga digital | Capitol |        |
| Australia       | 27 de junio de 2014 | - Disco - Descarga digital | Capitol |        |
| Austria         | 27 de junio de 2014 | - Disco - Descarga digital | Capitol |        |
| Eslovaquia      | 27 de junio de 2014 | - Disco - Descarga digital | Capitol |        |
| Finlandia       | 27 de junio de 2014 | - Disco - Descarga digital | Capitol |        |
| Holanda         | 27 de junio de 2014 | - Disco - Descarga digital | Capitol |        |
| Irlanda         | 27 de junio de 2014 | - Disco - Descarga digital | Capitol |        |
| Italia          | 27 de junio de 2014 | - Disco - Descarga digital | Capitol |        |
| Nueva Zelanda   | 27 de junio de 2014 | - Disco - Descarga digital | Capitol |        |
| República Checa | 27 de junio de 2014 | - Disco - Descarga digital | Capitol |        |
| Sudáfrica       | 27 de junio de 2014 | - Disco - Descarga digital | Capitol |        |
| Suecia          | 27 de junio de 2014 | - Disco - Descarga digital | Capitol |        |
| Suiza           | 27 de junio de 2014 | - Disco - Descarga digital | Capitol |        |
| Bélgica         | 30 de junio de 2014 | - Disco - Descarga digital | Capitol |        |
| España          | 30 de junio de 2014 | - Disco - Descarga digital | Capitol |        |
| Filipinas       | 30 de junio de 2014 | - Disco - Descarga digital | Capitol |        |
| Francia         | 30 de junio de 2014 | - Disco - Descarga digital | Capitol |        |
| Israel          | 30 de junio de 2014 | - Disco - Descarga digital | Capitol |        |
| Malasia         | 30 de junio de 2014 | - Disco - Descarga digital | Capitol |        |
| Perú            | 30 de junio de 2014 | - Disco - Descarga digital | Capitol |        |
| Polonia         | 30 de junio de 2014 | - Disco - Descarga digital | Capitol |        |
| Portugal        | 30 de junio de 2014 | - Disco - Descarga digital | Capitol |        |
| Reino Unido     | 30 de junio de 2014 | - Disco - Descarga digital | Capitol | [ 87 ] |
| Japón           | 16 de julio de 2014 | - Disco - Descarga digital | Capitol |        |
| Canadá          | 22 de julio de 2014 | - Disco - Descarga digital | Capitol |        |
| Estados Unidos  | 22 de julio de 2014 | - Disco - Descarga digital | Capitol |        |
| México          | 22 de julio de 2014 | - Disco - Descarga digital | Capitol |        |

## Créditos y personal
| - Luke Hemmings: guitarra rítmica, voz - Michael Clifford: guitarra líder, voz - Calum Hood: bajo, voz - Ashton Irwin: batería, voz She Looks So Perfect - Jake Sinclair: productor, ingeniero, respaldo vocal, guitarra, programación - Eric Valentine: producción adicional, masterización - Cian Riordan: ingeniero - Justin Long: ingeniero asistente Don't Stop - Chris Lord-Alge: mezcla - Luke Potashnick: programación adicional - Eddy Thower: programación adicional - Josh Wilkinson: programación adicional - Keith Armstrong: asistente de mezcla - Nik Karpen: asistente de mezcla - Andrew Schubert: ingeniería adicional - Dmitar "Dim-E" Kmjaic: ingeniería adicional - Ted Jensen: masterización Good Girls - John Feldmann: productor, mezcla, grabación - Zakk Cervini: ingeniería, edición, programación, producción adicional, mezcla - Colin Brittain: ingeniería, edición, programación, producción adicional, mezcla - Tommy English: ingeniería, edición, programación, producción adicional, mezcla - Ago Teppand: programación - Kenny Carkeet: programación - Chris Qualls: asistente - Bunt Stafford-Clark: masterización Kiss Me Kiss Me - John Feldmann: productor, mezcla, grabación - Zakk Cervini: ingeniería, edición, programación, producción adicional, mezcla - Colin Brittain: ingeniería, edición, programación, producción adicional, mezcla - Tommy English: ingeniería, edición, programación, producción adicional, mezcla - Ago Teppand: programación - Kenny Carkeet: programación - Chris Qualls: asistente - Bunt Stafford-Clark: masterización Everything I Didn't Say - John Feldmann: productor, mezcla, grabación - Zakk Cervini: ingeniería, edición, programación, producción adicional, mezcla - Colin Brittain: ingeniería, edición, programación, producción adicional, mezcla - Tommy English: ingeniería, edición, programación, producción adicional, mezcla - Ago Teppand: programación - Kenny Carkeet: programación - Chris Qualls: asistente - Bunt Stafford-Clark: masterización Beside You - Joel Chapman: productor - Louis Schoorl: productor - John Feldmann: producción adicional, mezcla - Bunt Stafford-Clark: masterización End Up Here - John Feldmann: productor, mezcla, grabación - Zakk Cervini: ingeniería, edición, programación, producción adicional, mezcla - Colin Brittain: ingeniería, edición, programación, producción adicional, mezcla - Tommy English: ingeniería, edición, programación, producción adicional, mezcla - Ago Teppand: programación - Kenny Carkeet: programación - Chris Qualls: asistente - Bunt Stafford-Clark: masterización Long Way Home - John Feldmann: productor, mezcla, grabación - Zakk Cervini: ingeniería, edición, programación, producción adicional, mezcla - Colin Brittain: ingeniería, edición, programación, producción adicional, mezcla - Tommy English: ingeniería, edición, programación, producción adicional, mezcla - Ago Teppand: programación - Kenny Carkeet: programación - Chris Qualls: asistente - Bunt Stafford-Clark: masterización Heartbreak Girl - Steve Robson: productor, mezcla - Sam Miller: mezcla - Luke Potashnick: programación adicional - Bunt Stafford-Clark: masterización | English Love Affair - George Tizzard (Red Triangle): teclado, percusión, productor - Rick Parkhouse (Red Triangle): programación, percusión, productor - John Feldmann: producción adicional, mezcla - Josh Wilkinson: programación adicional - Bunt Stafford-Clark: masterización Amnesia - Louis Biancaniello: productor, mezcla, teclado, ingeniería - Michael Biancaniello: productor, guitarra, ingeniería - Sam Watters: productor - Bunt Stafford-Clark: masterización Social Casualty (Edición deluxe) - John Feldmann: productor, mezcla, grabación - Zakk Cervini: ingeniería, edición, programación, producción adicional, mezcla - Colin Brittain: ingeniería, edición, programación, producción adicional, mezcla - Tommy English: ingeniería, edición, programación, producción adicional, mezcla - Ago Teppand: programación - Kenny Carkeet: programación - Chris Qualls: asistente - Bunt Stafford-Clark: masterización Never Be (Edición deluxe) - John Feldmann: productor, mezcla, grabación - Zakk Cervini: ingeniería, edición, programación, producción adicional, mezcla - Colin Brittain: ingeniería, edición, programación, producción adicional, mezcla - Tommy English: ingeniería, edición, programación, producción adicional, mezcla - Ago Teppand: programación - Kenny Carkeet: programación - Chris Qualls: asistente - Bunt Stafford-Clark: masterización Voodoo Doll (Edición deluxe) - John Feldmann: productor, mezcla, grabación - Zakk Cervini: ingeniería, edición, programación, producción adicional, mezcla - Colin Brittain: ingeniería, edición, programación, producción adicional, mezcla - Tommy English: ingeniería, edición, programación, producción adicional, mezcla - Ago Teppand: programación - Kenny Carkeet: programación - Chris Qualls: asistente - Bunt Stafford-Clark: masterización Tomorrow Never Dies (Target exclusive) - John Feldmann: productor, mezcla, grabación - Zakk Cervini: ingeniería, edición, programación, producción adicional, mezcla - Colin Brittain: ingeniería, edición, programación, producción adicional, mezcla - Tommy English: ingeniería, edición, programación, producción adicional, mezcla - Ago Teppand: programación - Kenny Carkeet: programación - Chris Qualls: asistente - Bunt Stafford-Clark: masterización Independence Day (Target exclusive) - John Feldmann: productor, mezcla, grabación - Zakk Cervini: ingeniería, edición, programación, producción adicional, mezcla - Colin Brittain: ingeniería, edición, programación, producción adicional, mezcla - Tommy English: ingeniería, edición, programación, producción adicional, mezcla - Ago Teppand: programación - Kenny Carkeet: programación - Chris Qualls: asistente - Bunt Stafford-Clark: masterización Close as Strangers (Target exclusive) - George Tizzard (Red Triangle): productor - Rick Parkhouse (Red Triangle): productor - Bunt Stafford-Clark: masterización Out of My Limit (Target exclusive) - Bunt Stafford-Clark: masterización A&R - Jo Charrington - Nick Raphael Fotografía - Tom Van Schelven Dirección de arte y diseño - Richard Andrews |

Nota: Créditos adaptados del álbum.